# Jesper Christensen
Jesper Allan Christensen (* 16. Mai 1948 in Kopenhagen) ist ein dänischer Schauspieler.

## Leben und Karriere
Christensen kam Ende der 1960er-Jahre als Student erstmals mit der Schauspielerei in Berührung. Nachdem er einige Zeit lang als Arbeiter in Grönland gelebt und ein Lehramtsstudium begonnen hatte, arbeitete er ab 1971 unter anderem als Schauspieler am Kopenhagener Fiolteatret. Als Theaterschauspieler trat er an allen wichtigen Schauspielhäusern Kopenhagens auf, während er seine Film- und Fernsehkarriere Mitte der 1970er-Jahre aufnahm. Er wirkte 1975 bei den von Eberhard Fechner inszenierten, auf den autobiografischen Büchern von Walter Kempowski basierenden Fernseh-Mehrteilern Tadellöser & Wolff und Ein Kapitel für sich mit. Bereits für seine fünfte Spielfilmrolle als verträumter Arbeitsloser in Henning Carlsens Drama Hør, var der ikke en som lo? 
In dem Drama von Per Fly spielte er einen linken Gymnasiallehrer, der ein Verhältnis mit einer ehemaligen Schülerin unterhält, die einen Mord begeht. Einem internationalen Publikum wurde Christensen auch mit Filmen wie Italienisch für Anfänger (2000) und Die Dolmetscherin (2005) bekannt. 2006 spielte er im 21. Film der James-Bond-Reihe, Casino Royale, die Rolle des ominösen Mr. White. Dieselbe Rolle übernahm er später in den sich inhaltlich anschließenden Fortsetzungen Ein Quantum Trost (2008) und Spectre (2015). In der dänischen TV-Serie Die Erbschaft des DR übernahm er von 2014 bis 2017 die Rolle des Thomas Konrad. Bei zwei Episoden führte er auch Regie.
Christensen ist seit 2000 mit der Theaterregisseurin Tove Bornhøft verheiratet, mit der er zwei Kinder hat. Die Familie lebt in Kopenhagen.

## Filmografie (Auswahl)
- 1975: Tadellöser und Wolff (Fernsehzweiteiler)
- 1978: Hør, var der ikke en som lo?
- 1979: Ein Kapitel für sich (Fernsehdreiteiler, 2 Folgen)
- 1992: Sofie
- 1993: Die Russlandaffäre (Den russiske sangerinde)
- 1996: Die weiße Löwin (Den vita lejoninnan)
- 1996: Hamsun
- 1997: Barbara
- 1997: Bryggeren (Fernsehserie, 6 Folgen)
- 1999: In China essen sie Hunde (I Kina spiser de hunde)
- 2000: Die Bank (Bænken)
- 2002: Kleine Missgeschicke (Små ulykker)
- 2002: Okay
- 2003: Das Erbe (Arven)
- 2005: Die Dolmetscherin (The Interpreter)
- 2005: Revelations – Die Offenbarung (Revelations, Fernsehserie, 5 Folgen)
- 2005: Totschlag – Im Teufelskreis der Gewalt (Drabet)
- 2006: James Bond 007 – Casino Royale (Casino Royale)
- 2007: Forestillinger (Fernsehserie, 6 Folgen)
- 2008: Tage des Zorns (Flammen og Citronen)
- 2008: Die ewigen Momente der Maria Larsson (Maria Larssons eviga ögonblick)
- 2008: James Bond 007: Ein Quantum Trost (Quantum of Solace)
- 2008: One Shot
- 2009: Victoria, die junge Königin (The Young Victoria)
- 2009: Sturm (Storm)
- 2009: This Is Love
- 2010: Eine offene Rechnung (The Debt)
- 2011: Eine Familie (En familie)
- 2011: Verschollen am Kap
- 2011: Melancholia
- 2013: Schwestern
- 2013: Spies & Glistrup
- 2014–2015: Die Erbschaft (Arvingerne, Fernsehserie, 17 Folgen)
- 2015: Ich und Kaminski
- 2015: James Bond 007: Spectre (Spectre)
- 2016: Der Andere
- 2016: The King’s Choice – Angriff auf Norwegen (Kongens nei)
- 2022: Mehr denn je (Plus que jamais)
- 2025: Sentimental Value

## Preise und Auszeichnungen
- 1978 gewann er die Bodil, Dänemarks ältesten Filmpreis. Diesen gewann er noch drei weitere Male mit Barbara, Die Bank, Totschlag – Im Teufelskreis der Gewalt. Ebenfalls viermal wurde er mit dem Robert der Dänischen Filmakademie für Sofie, Den russiske sangerinde, Barbara, Die Bank geehrt.
- 2001:  Europäischen Filmpreis, Nominierung in der Kategorie Bester Darsteller für Totschlag.
- 2003: Nominierung Bodil – Bester Nebendarsteller für Okay und Kleine Missgeschicke
- 2003: Nominierung Robert – Bester Nebendarsteller für Kleine Missgeschicke
- 2006: Die Auszeichnung mit dem Knight's Cross of the Order of the Dannebrog lehnte er 2006 ab.[1]
- 2016: Lauritzen-Preis[2]